# Trận Uji (1184)
Trận Uji lần thứ hai hay còn gọi là sông Ninzhi hợp chiến là một trận giao tranh trong cuộc chiến tranh Nguyên-Bình. Bối cảnh khi Minamoto no Yoshinaka cố giành quyền lực từ tay những người anh em họ của mình là Yoritomo vàYoshitsune, nắm quyền chỉ huy toàn gia tộc. Cuối cùng, ông từ bỏ Kyoto, đốt cháy điện Hōjūji, bắt cóc Thiên hoàng Go-Shirakawa và tự xưng làm shogun. Tuy nhiên, những người anh em họ sớm bắt kịp ông sau đó, vào Tết năm mới năm 1184, họ truy kích qua cây cầu sông Uji. Mỉa mai là, trận đánh này giống y hệt Trận Uji lần thứ nhất, chỉ 4 năm trước đó.

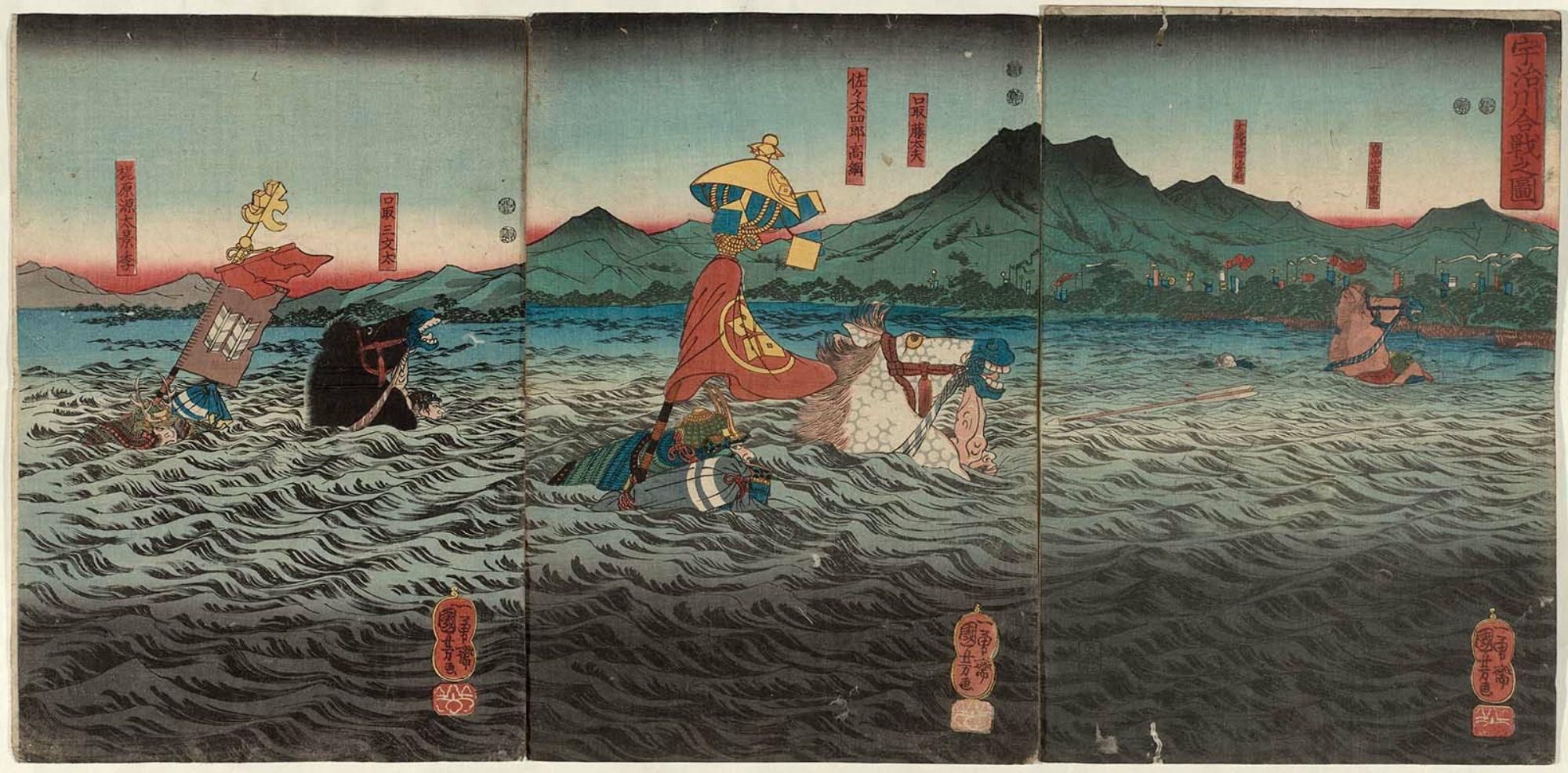
Kajiwara Kagesue, Sasaki Takatsuna, và Hatakeyama Shigetada đua nhau vượt sông Uji trước trận Uji lần thứ hai, Tết năm mới năm 1184, tranh in của Utagawa Kuniyoshi.

Giống như những gì mà nhà Taira đã làm ở trận đầu tiên, Minamoto no Yoshitsune dẫn kỵ binh của mình vượt sông và đánh bại Yoshinaka, và đuổi Yoshinaka ra khỏi kinh đô.